# Szakcsi Rádió
Szakcsi Rádió (A magyar jazz rádiója) ist einer von acht staatlichen ungarischen Hörfunksendern, die von der Gesellschaft Duna Média betrieben werden. Sein Namensgeber ist der ungarische Musiker und Komponist Béla Szakcsi Lakatos, der im Bereich des Jazz und der zeitgenössischen Musik wirkte. Der Programmschwerpunkt des Senders ist Jazz. Der Sitz des Senders befindet sich in der ungarischen Hauptstadt Budapest.

## Geschichte
Im Jahr 2023 beschloss die Leitung der Gesellschaft Duna Média einen Radiosender zu schaffen, der sich ausschließlich dem Thema Jazz widmet. Der Sender bietet Jazzmusik aller Stilrichtungen von den 1920er  Jahren bis zur Gegenwart wie auch Informationen zum Thema Jazz und Interviews. Der Vorstand des Radiosenders besteht aus drei Mitgliedern: László Gőz, Leiter des Budapest Music Center (BMC), Attila Bognár, Leiter des Konzertschiffes und Kulturzentrums A38 und Tamás Szarka, Musiker und Komponist. Sprecherin des Radios ist die Sängerin Veronika Harcsa. In der Sendung Jazzlabor wird experimentelle Musik präsentiert mit Máté Esztergályos als Chefredakteur, die Musikauswahl stammt von Gabriella Csík. Weiterhin gibt es alte Konzertaufnahmen und Produktionen aus den Archiven des ungarischen Rundfunks. Es findet eine Zusammenarbeit mit dem Sender Bartók Rádió und dem Fernsehsender M5 statt. Konzertmaterial entsteht durch das Zusammenwirken mit A38 und dem Opus Jazz Club in Budapest. Obwohl Szakcsi Rádió bereits seit dem 15. März 2024 rund um die Uhr im Probebetrieb sendete, fand die offizielle Eröffnung des Senders erst am Internationalen Tag des Jazz am 30. April 2024 statt.

## Empfang
Der Sender ist ab dem 15. März 2024 als Internetradio zu hören.